# Borges de Medeiros
Antônio Augusto Borges de Medeiros (Caçapava do Sul,19 de noviembre de 1863 - Porto Alegre, 25 de abril de 1961) fue un abogado y político brasileño. Fue diputado federal por el estado de Río Grande del Sur y presidente de dicho estado en dos periodos.
Borges de Medeiros fue representante de la primera generación republicana. En 1903, después de la muerte de Júlio de Castilhos, llamado el Patriarca, asumió la conducción del Partido Republicano Riograndense (PRP). Fue presidente del estado de Rio Grande do Sul, nombrado por Júlio de Castilhos, e intentó dar continuidad al proyecto político del castilhismo, del cual fue uno de los mayores representantes y fiel ejecutor del positivismo. Se mantuvo en el poder desde 1898 hasta 1928 y su única interrupción como gobernante ocurrió en el quinquenio de 1908-1913, cuando, impedido de ser reelegido, hizo sucesor a Carlos Barbosa Gonçalves.

## Biografía
En 1885 se graduó en derecho en la Facultad de Derecho de Recife, adonde se había trasladado desde São Paulo un año antes. En 1892, cuando se organizó el Tribunal Superior de Justicia del Estado, fue elegido juez, cargo al que renunció poco después por considerarlo incompatible con su actividad política.
En 1923, un movimiento revolucionario obligó a modificar la Constitución de 1891, que permitía la reelección de los presidentes del Estado. Con el pacto de Pedras Altas, el 14 de diciembre de 1923, se aseguró la pacificación política de Río Grande del Sur. Impedido de ser reelegido, Borges de Medeiros allanó el camino en 1928 para que Getúlio Vargas fuera elegido presidente del estado, manteniendo así la hegemonía política del PRR.
Antiguo partidario de Getúlio, comenzó a discrepar de él después de la revolución de 1930, principalmente debido a la política de Vargas de centralizar el poder en el gobierno federal, en detrimento de los gobiernos estatales. Borges de Medeiros también participó activamente en la Sublevación constitucionalista de 1932, cuando apoyó a los paulistas.
Opositor al gobierno federal, Borges fue elegido diputado federal a la Asamblea Nacional Constituyente de 1933. Al año siguiente fue candidato a la Presidencia de la República, en una elección indirecta en el Congreso Nacional. Obtuvo 59 votos contra 174 de Getúlio Vargas.